# Christel Körner
Martha Christel Birgitta Körner, född 7 december 1948 i Malmö, är en svensk skådespelare och röstskådespelare.
Christel Körner har tillhört den fasta ensemblen vid Göteborgs Stadsteater sedan 1971. Hon har medverkat i en mängd olika uppsättningar, bland andra Häxjakten, Madame Bovary, Anna Karenina och Albert Speer. Hon är konstnärlig ledare för stadsteaterns lunchteater. För den breda publiken är Körner mest känd som den rullstolsburna Karin Löfgren i TV-serien Hem till byn. Hon har även framträtt som vis- och kuplettsångerska i TV-programmen I Myggans vänkrets.

## Filmografi
- 1969 – Konfrontation
- 1971–2006 – Hem till byn (TV-serie)
- 1977 – Ärliga blå ögon (TV-serie)
- 1981 – Stjärnhuset (TV-serie)
- 1984 – Träpatronerna (TV-serie)
- 1986 – Torkhuven
- 2003 – Solisterna (TV-serie)
- 2010 – Starke man (TV-serie)

### Rollista dubbning i urval
- 1983–1987 – Fragglarna
- 1986 – My Little Pony
- 1994 – De vilda djurens flykt
- 1994 – Långbens galna gäng
- 1995 – Spice Jem: Dubbellivet
- 1997 – Lånarna
- 1999 – Gadget

## Teater

### Roller (ej komplett)
| År   | Roll         | Produktion                    | Regi              | Teater                |
| ---- | ------------ | ----------------------------- | ----------------- | --------------------- |
| 1989 | Maria Stuart | Maria Stuart Per Olov Enquist | Gunilla Berg      | Göteborgs stadsteater |
| 2001 |              | Albert Speer David Edgar      | Jasenko Selimović | Göteborgs stadsteater |
| 2008 | Julbocken    | Julberättelser Johan Gry      | Johan Gry         | Göteborgs Stadsteater |
| 2014 |              | Kikkiland Dennis Magnusson    | Dennis Sandin     | Göteborgs stadsteater |